# Оберин Мартел
Оберин Нимерос Мартелл, звани Црвена Кобра, измишљени је лик у серији епско-фантастичних романа Песма леда и ватре америчког аутора Џорџа Р. Р. Мартина и потоње телевизијске адаптације, Игра престола, у којој лик Оберина тумачи чилеанско-амерички глумац Педро Паскал.
Уведен у Олуји мачева 2000. године, Оберин је млађи брат Дорана Мартела, из пустињског краљевства Дорне. За разлику од свог болешљивог и замишљеног брата, Оберин је познат и по својој опасној и непредвидивој природи и по афинитету према отровима, због чега је и добио надимак. Касније се спорадично помиње у Гозби за вране и Плесу са змајевима. Пошто је његов брат болестан, он путује у Краљеву Луку како би преузео место Дорана у малом већу, као и да би се осветио за смрт своје сестре Елије Мартел од стране сер Грегора Клеганија, за кога сумња да је деловао директно по наређењу од Тивина Ланистера.

## Прича
Оберин Мартел није лик из чије тачке гледишта се представља прича у романима. Његови поступци се директно сведоче и тумаче очима Тириона Ланистера у трећој књизи, а касније се помиње кроз тачку гледишта његове нећакиње Аријане Мартел и норвошког капетана краљевске гарде његовог брата Дорана, Ареа Хотаха, у четвртој и петој књизи.

#### Олуја мачева
Оберин предводи дорнско изасланство у Краљеву Луку да преузме место у малом већу у име принца Дорана и истера правду за убиство своје сестре Елије Мартел, као што је договорено са тадашњим вршиоцем дужности краљеве деснице, Тирионом Ланистером, који сада обавља функцију господар ковница. Када је Тирион оптужен да је убио краља Џофрија Баратеона, Оберин се добровољно јавља да се бори за Тириона у суђењу борбом, како би могао да се избори за освету над ривалскм, сер Грегором Клеганијем, који је убио Елију. Иако Оберин успева да добије предност у двобоју и набоде Клегана на земљу својим копљем, Клегани успева да га изненади тако што га ногом баци на земљу затим му избија очи и на крају га убије узастопним разбијањем непокреивеног дела његовог лица (Оберин носи лагани шлем без визира) песницом. Међутим, касније се открива да је Оберин своје копље премазао отровом мантикоре како би осигурао да ће Клегани умрети спором и мучном смрћу.

#### Гозба за вранеиИгра са змајевима
Када вести о Обериновој смрти стигну до Дорне, његове три најстарије ћерке, познате као Пешчане Змије, Обара, Нимерија и Тијена неуспешно покушавају да изврше притисак на принца Дорана да објави рат Гвозденом престолу. Доранова отуђена ћерка Аријана тада склапа заверу са своје три рођаке да поставе принцезу Мирселу за краљицу и започну рат за наследство против краља Томена и куће Ланистер, али њихов план је осујетио Доран и све их хапси Арео Хотах. Доран касније открива Аријани да је Оберин заправо све време деловао као његов извршилац, како би привео крају свој тајни велики план за пропаст куће Ланистер. Три Пешчане Змије су касније такође информисане о плану, објављеном након што су се заклели на верност Дорановој стратегији и додељене су им појединачне мисије да се инфилтрирају при Гвозденом престолу.

### ТВ адаптација
Оберина Мартела игра чилеанско-амерички глумац Педро Паскал у четвртој сезони телевизијске адаптације у продукцији ХБО-а.
Педро Паскал је добио позитивне критике за своју улогу Мартела у телевизијској серији. За тумачење улоге, Паскал је номинован за награду NewNowNext за најбољег новог телевизијског глумца и, као део ансамбла, награду Удружења филмских глумаца за изванредну изведбу ансамбла у драмској серији.